# Raparall
Raparall (Gallirallus astolfoi) är en förhistorisk utdöd fågel i familjen rallar inom ordningen tran- och rallfåglar. Den förekom tidigare på ön Rapa Iti i Franska Polynesien, men dog sannolikt ut till följd av människan.

## Beskrivning och utdöende
Raparallen beskrevs 2021 utifrån subfossila lämningar funna 2002 under arkeologiska utgrävningar i grottan Tangarutu på Rapa Iti i Australöarna. Fågeln var relativt liten och med största sannolikhet flygoförmögen. Arten dog troligen ut efter att människan kom till ön. Grottan där lämningarna hittats tros ha varit bebodd mellan år 1400 och 1600.